# Gabriela Krčková
Gabriela Krčková, rozená Kolářová, (* 9. května 1954) je česká hobojistka, ilustrátorka, manželka Jaroslava Krčka, členka a manažerka souboru Musica Bohemica.

## Život
Vystudovala hru na hoboj na Pražské konzervatoři a na Hudební a taneční fakultě Akademie múzických umění. Kromě hraní na hoboj také hraje na zobcovou flétnu a anglický roh. Záhy se stala velmi úspěšnou sólistkou. V roce 1973 zvítězila v Duškově soutěži hudební mládeže. O rok později získala s dechovým souborem 3. cenu v soutěži dechových komorních souborů v Kroměříži a v roce 1980 zvítězila v Soutěži interpretů soudobé hudby v Chomutově. Na zvukové nosiče nahrála řadu skladeb barokní hudby. Za interpretaci barokních koncertů pro hoboj získala cenu firmy Supraphon. Její mimořádné interpretační schopnosti inspirovaly skladatele, aby komponovali hudbu přímo pro ni. Kromě manžela Jaroslava Krčka to byli např. Jan Málek a Jiří Teml.
V roce 1976 se provdala za hudebního skladatele Jaroslava Krčka s stala se členkou a manažerkou souboru Musica Bohemica, který Krček o rok dříve založil. Dcera, Magdalena Švecová, je operní režisérkou a syn Jan violoncellistou a tanečníkem.
Je členkou dechového souboru Novákovo trio a Musica Bohemica. Spolupracovala se Symfonickým orchestrem Českého rozhlasu v Praze, s orchestrem Capella Istropolitana a Slovenským komorným orchestrem Bohdana Warchala.
Od roku 1992 také provozuje vydavatelství ABM s vlastními ilustracemi. Vydavatelství ABM je zaměřeno výhradně na tvorbu Jaroslava Krčka.